# Долац (Клина)
Долац (алб. Lugu/Dollci) је насељено место у општини Клина, на Косову и Метохији. Према попису становништва из 2011. у насељу је живело 276 становника.

## Положај
Атар насеља се налази на територији катастарске општине Долац површине 475 ha.

## Историја
Долац се први пут помиње у даровним повељама српског краља Милутина из 1282. и 1289. године, којима је село приложено светогорском манастиру Хиландару. По турском попису из 1455. године у Долцу је било средиште истоимене нахије са преко 15 села и тргом. Тада је имало 45 српских кућа, два сеоска попа и манастир са три монаха.
У селу постоји црква Ваведења Богородице, која се у народу зове Света Пречиста. Због простране порте око ње, (полусрушених) конака, трпезарије и оквирних зидова са великом капијом на северозападној страни, црква Ваведења Богородице сматра се и манастиром. О времену њене градње постоје два предања. Према првом, црква је старија од манастира Дечана, а према другом, подигнута је „четири године пре Косова“, тј. 1385. године.
У цркви су очувана два слоја живописа: новији из 1620. године и старији испод њега, који је вероватно рађен средином 14. века. Делимична обнова је извршена у 19. веку. У цркви је била чувана богата збирка старих српских рукописа. Крајем 19. или почетком 20. века они су пренети у Народну библиотеку у Београду, да би се стручно конзервирали и боље сачували. Међутим, приликом немачког бомбардовања 6. априла 1941. године ти рукописи су изгорели у пожару. У Долцу се налазе и остаци старог црквишта, са неколико надгробних споменика.

## Становништво
До 1999. године у селу је било нешто преко 200 Срба. Према попису из 2011. године, Долац има следећи етнички састав становништва:
| Националност | 2011.        |
| Албанци      | 273 (98,91%) |
| Срби         | 3 (1,09%)    |
| Укупно       | 276          |

| Демографија | Демографија | Демографија |
| Година      | Становника  | Становника  |
| ----------- | ----------- | ----------- |
| 1948.       | 369         |             |
| 1953.       | 419         |             |
| 1961.       | 502         |             |
| 1971.       | 571         |             |
| 1981.       | 584         |             |
| 1991.       | 588         |             |
| 2011.       | 276         |             |